# Puits de chaleur
Un puits de chaleur est un dispositif mécanique - généralement aéronautique - destiné à dissiper l'énergie cinétique du freinage d'un avion. Il est situé dans la roue du train d’atterrissage.
La Formule 1 utilise également des puits de chaleur pour freiner ses bolides.

## Structure
Un puits de chaleur est constitué de :
- un ensemble de rotors en carbone solidaires de la jante de la roue,
- un ensemble de stators en carbone solidaires de la fusée du train d’atterrissage,
- un étrier solidaire de la fusée et enserrant les stators et rotors à l'aide de pistons presseurs hydrauliques.